# Luciotrichus
Luciotrichus es un género de hongos de la familia Pyronemataceae. Es un género monotípico, solo contiene la especie Luciotrichus lasioboloides.